# ديك مان
ديك مان (بالإنجليزية: Dick Mann)‏ هو متسابق دراجات نارية أمريكي، ولد في 13 يونيو 1934.